# Federica Tasca
Federica Tasca (ur. 29 stycznia 1989 w Bergamo) – włoska siatkarka. Gra na pozycji środkowej. Obecnie występuje w drużynie UGSE Nantes Volley.

## Kariera
- 2007–2009:  Foppapedretti Bergamo
- 2009–2010:  Chieri Volley
- 2010–2014:  Pallavolo Ornavasso
- 2014–2015:  Foppapedretti Bergamo
- 2015-:  UGSE Nantes Volley

## Osiągnięcia Klubowe
Puchar Włoch:
- 2008